# Ioe no Iratsume
Ioe no Iratsume est un nom japonais traditionnel ; le nom de famille (ou le nom d'école), Ioe, précède donc le prénom (ou le nom d'artiste).
Ioe no Iratsume (五百 重娘, ?-?) est la fille de Fujiwara no Kamatari et la sœur cadette de Fujiwara no Fuhito et Hikami no Ōtoji, épouse de l'empereur Temmu. Elle est débord mariée à l'empereur Temmu,  puis après la mort de celui-ci est remariée à son demi-frère Fuhito dont elle a un fils, Fujiwara no Maro. Elle est aussi connue sous le nom Ōhara no Ōtoji (大原大刀自).

## Référence
- (en) Cet article est partiellement ou en totalité issu de l’article de Wikipédia en anglais intitulé « Ioe no Iratsume » (voir la liste des auteurs).